# Pahmi

Pahmifelle
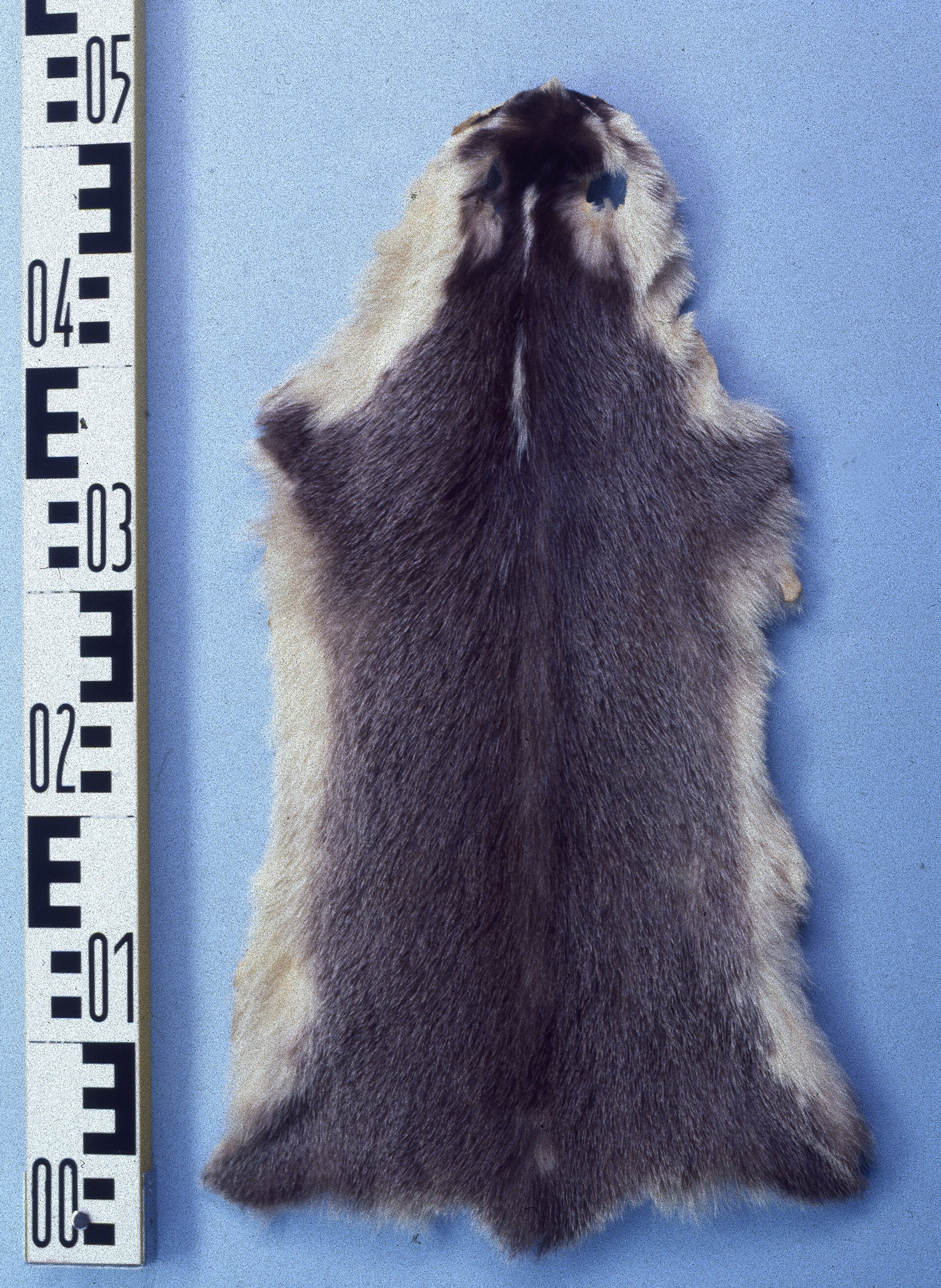
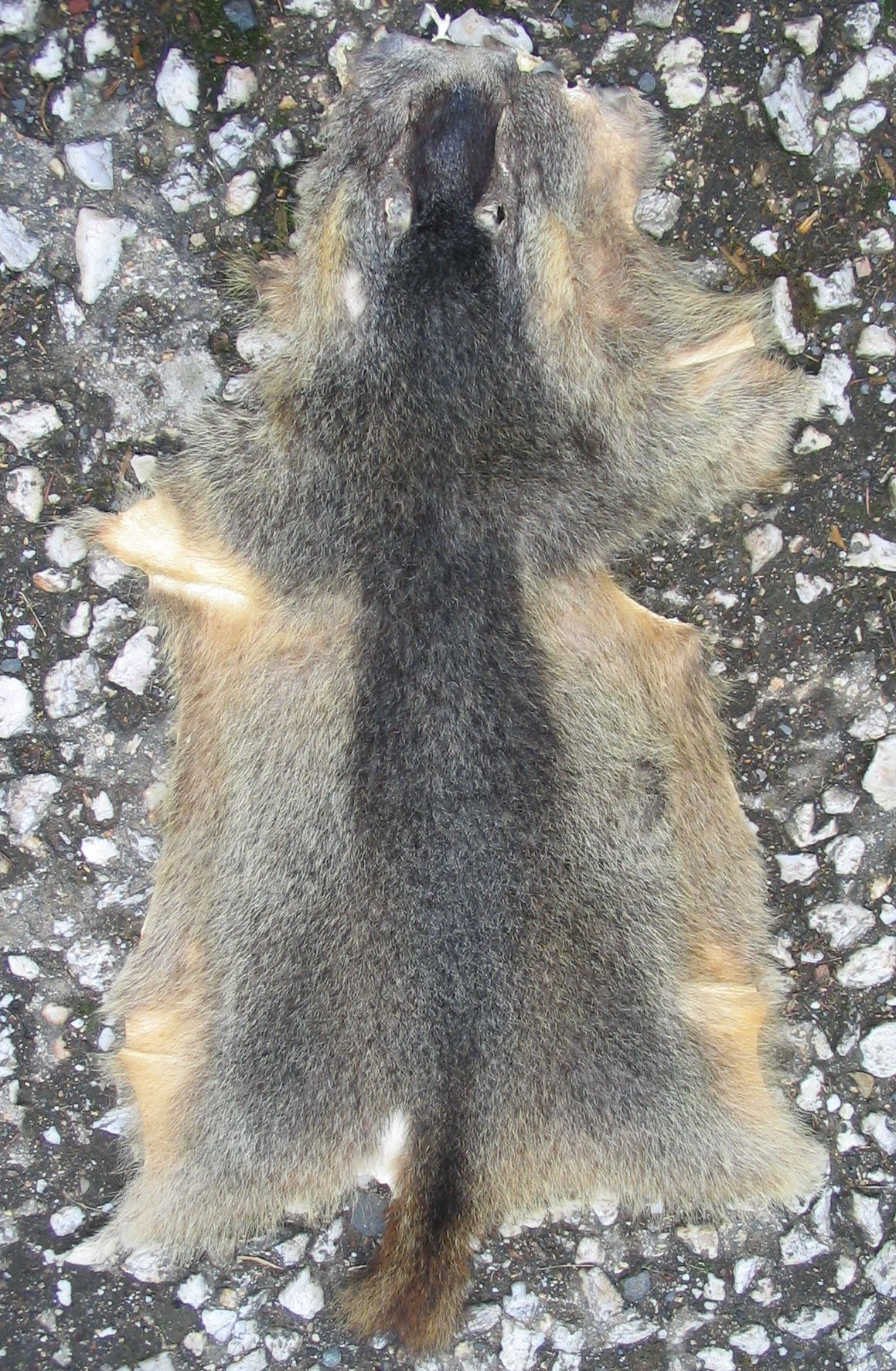

Pahmi ist der Handelsname für das Fell der Sonnendachse, gehandelt wird in der Regel nur das Fell des Chinesischen Sonnendachses.
Es werden vier bis fünf Sonnendachsarten unterschieden, siehe dazu den Hauptartikel Sonnendachse. Ihr Verbreitungsgebiet reicht vom östlichen Indien und dem mittleren China über die Malaiische Halbinsel bis nach Borneo und Bali.
Die Pahmis oder Sonnendachse sind schlanker als der Dachs, eher dem Marder ähnlich. Die Beine sind relativ kurz. Die Tiere erreichen eine Kopfrumpflänge von 33 bis 43 Zentimeter, dazu kommt der buschige Schweif mit 15 bis 23 Zentimetern. Ein besonderes Merkmal ist die dem Dachs ähnliche Gesichtsmaske, die aus schwarzen und weißen oder gelblichen Mustern gebildet ist und durch helle Mittelstreifen über den braunen Rücken fortgesetzt wird.

## Handel, Geschichte

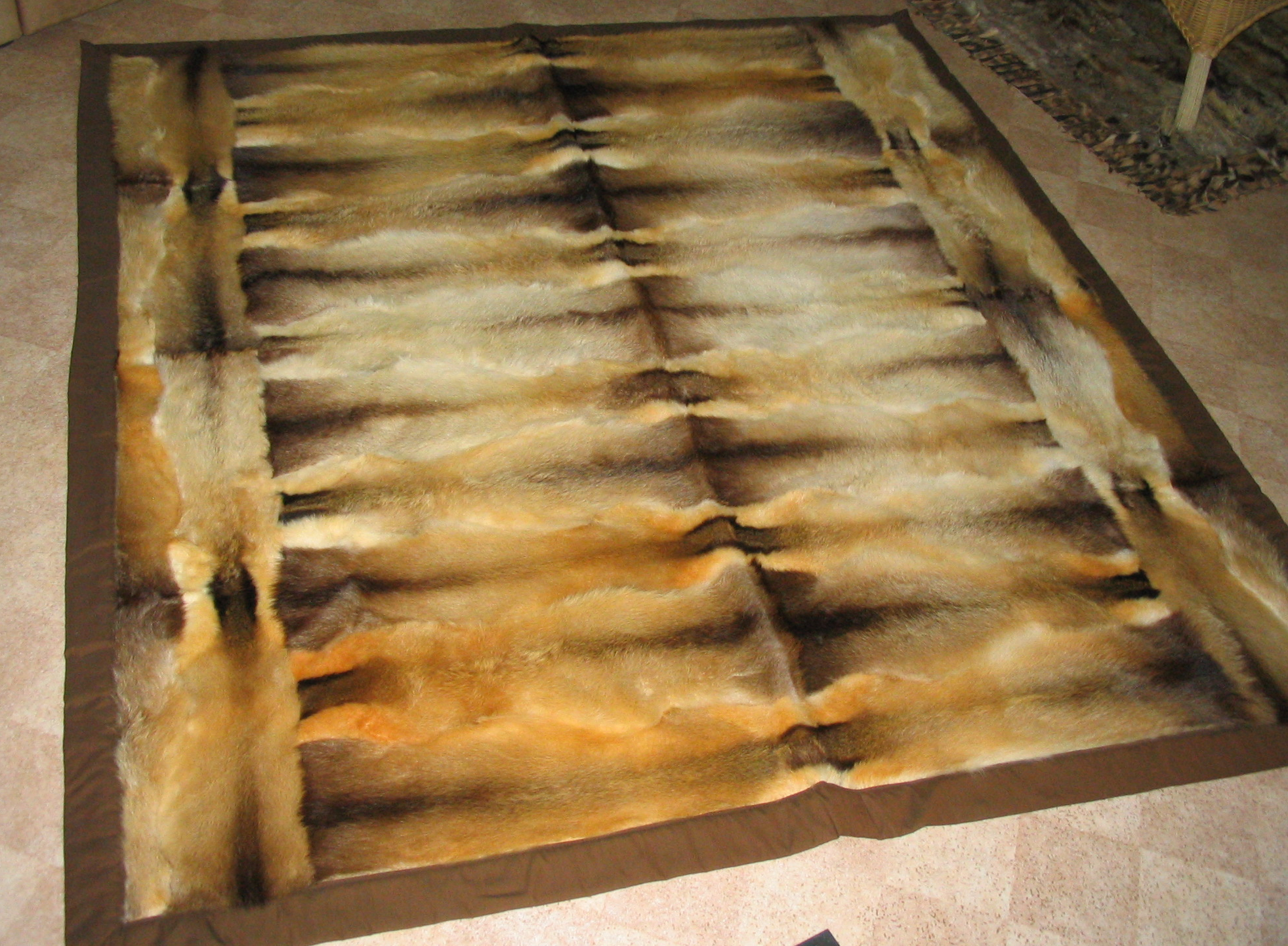
Pahmidecke (seltene Fellvariante)

Pahmi, das Fell des Chinesischen Sonnendachses, ist schiefergrau bis graubraun, dicht, kurz und glänzend mit weißlichgelber bis gelbbrauner Unterwolle. Deshalb wurde der Pelz anfangs auch gelegentlich als graues Murmel, Chinesischer Steinmarder oder celestial Stonemarten (himmlischer Steinmarder) bezeichnet. Die Bauchseite ist gering bis deutlich heller als der Rücken. Chinesische Sonnendachse sind leicht mit den im Norden des Verbreitungsgebietes, in Laos und Vietnam, vorkommenden Burma-Sonnendachsen zu verwechseln.
Der Berliner Rauchwarenhändler Emil Brass führte 1900 die ersten Mengen Pahmi nach Deutschland ein. Für damals 70 Pfennig das Stück fanden sie kaum einen Abnehmer. 10 Jahre später war dann der Preis durch den zunehmenden Absatz auf 2 bis 2,50 Mark gestiegen, da die Berliner Pelzwarenfabrikanten den Artikel in großen Mengen als „chinesischer Steinmarder“ auf den Markt brachten. Damals kamen etwa 60.000 bis 80.000 Stück in den Handel, die der Nachfrage kaum genügten. Vor 1925 waren es dann bereits jährlich etwa 150.000 Felle, die aus China kamen.
Vor dem Interesse der westlichen Pelzbranche an dem Fell rupften die Chinesen dem Fell das Oberhaar aus und machten aus dem Haar feine Pinsel. Die gerupften Felle wurden zu Tafeln für Pelzfutter verarbeitet. Etwa um 1930 wurde auch in Amerika Pahmi häufig gerupft oder geschoren und manchmal zusätzlich gefärbt verkauft.
Man unterschied im Handel hauptsächlich zwei Sorten, Rivers oder Ordinary (Gewöhnliche) und Yellowbacks (Goldrücken). Der Name Yellowbacks stammt daher, dass das Leder dieser Pahmis goldgelb glänzend und fettig ist, während die Ordinary oder Riverpahmis ein mehr oder weniger rötliches und glasiges Leder haben. Die Yellowbacks sind länger, breiter und seidiger, auch vollhaariger (raucher) als die Ordinary. Unter den vor 1931 jährlich angefallenen etwa 200.000 Pahmis befanden sich nur etwa 20.000 Yellowbacks. Nachdem die gewöhnlichen weniger gern gekauft wurden, wurde ein großer Teil unter die Yellowbacks vermischt oder einfach als Yellowbacks verkauft. Das handelsübliche Sortiment war in Prozenten: 80/20, geringere Posten 70/30 oder 80/20/10. Die dichthaarigen Chekiang eignen sich am besten zum Rupfen oder Scheren und wurden deshalb viel nach Amerika exportiert, die flachen Rivers gingen hauptsächlich nach Europa.
Im Jahr 1952 unterschied ein Frankfurter Rauchwarenhändler etwas abweichend in Chekiang, Jellowbacks, Blues und Rivers. Chekiang sind die bessere Qualität, kräftig im Haar, bläulich-violett mit silbrigen Spitzen. Das Fell ist im Rohzustand kräftig und fettig. Die Rivers sind qualitativ viel leichter und auch gröber und wurden weniger gern gekauft. Wegen des zu der Zeit gestiegenen Nerzpreises war auch das Pahmifell, als Nerzersatz entsprechend eingefärbt, teurer geworden, von 85 Cents auf 1,185 Dollar und mehr.
Bis zum Ersten Weltkrieg kamen die Felle meist vorkonfektioniert in Tafel- oder Kreuzform in den Welthandel, später auch als aufgeschnittene Rohfelle. Aus einem der sogenannten Fellkreuze ließ sich auf einfachste Weise (seitliches Schließen der Nähte) ein Mantel („Reitmäntel“) in der damals üblichen, chinesischen Form anfertigen. Bis in die erste Hälfte des 20. Jahrhunderts wurden die für den Inlandsbedarf gefertigten Kreuze auch als Halbfertigprodukte in alle Welt exportiert. Dann passten sich die chinesischen Kürschner dem westlichen Markt an und lieferten nur noch die dort üblichen, rechtwinkligen Tafeln in Mantellänge.
Der Haltbarkeitskoeffizient für das Pahmifell wird mit 50 bis 60 Prozent angegeben. Bei einer Einteilung der Pelzarten in die Haar-Feinheitsklassen seidig, fein, mittelfein, gröber und hart wird das Pahmihaar als gröber eingestuft. Die besten Fellqualitäten kommen aus dem Gebiet des Jangtsekiang und der Küstenprovinz Zhejiang.
Das Fell kam zuletzt nur noch sporadisch in kleinen Mengen in den Handel. Die IUCN stuft die Art als nicht bedroht ein („Least Concern“).

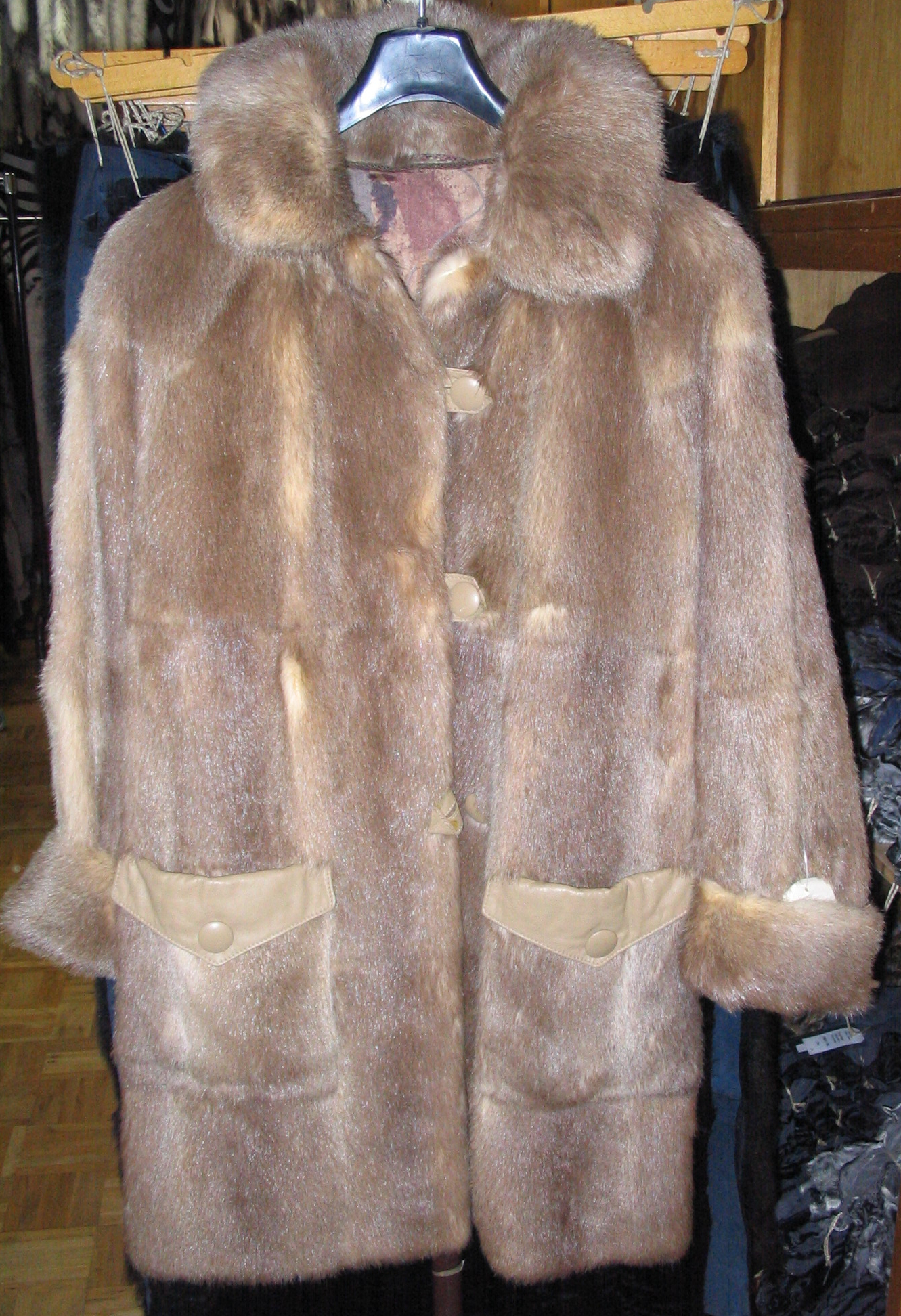
Pahmijacke in aufgesetzter Verarbeitung

## Verarbeitung
Pahmifelle werden meist zu Innenfuttern in textile Winterbekleidung, zu Besätzen und Kopfbedeckungen verarbeitet, vor allem die besseren Qualitäten auch zu Jacken und Mänteln. Ein Teil der Felle wird dafür gefärbt.
Üblicherweise werden Pahmifelle bei der Verarbeitung über- und nebeneinander zusammengesetzt, meist mit dem Haarschlag nach unten. Für die Verarbeitung gerupfter Felle zu Innenfuttern schlägt ein amerikanisches Fachbuch die effektvolle halbfellige Verarbeitung vor, die außerdem ein gleichmäßiges und sauber sortiertes Bild ergibt. Hierbei wird die linke Hälfte auf die eine Seite des Pelzfutter genommen, die rechte auf die andere Seite („Versetzen“).
Kommen die Felle nicht zu Tafeln vorgefertigt in die Kürschnerwerkstätten, so werden sie bei entsprechender Mode bei einer Verarbeitung zu Pelzmänteln und Jacken gelegentlich auch ausgelassen. Die Felle werden dafür in sehr schmale Streifchen zerlegt, die in der Länge des Bekleidungsstücks neu zusammengenäht werden. Aus jedem Fell entsteht ein Streifen in der Länge des Mantels oder einer Jacke, auch des Ärmels, der Pelzstola usw.
Die Reparaturmöglichkeit von Pahmipelzen wird mit „gut“ angegeben.

## Anmerkung
1. ↑  Die angegebenen vergleichenden Werte (Koeffizienten) sind das Ergebnis vergleichender Prüfung durch Kürschner und Rauchwarenhändler in Bezug auf den Grad der offenbaren Abnutzung. Die Zahlen sind nicht eindeutig, zu den subjektiven Beobachtungen der Haltbarkeit in der Praxis  kommen in jedem Einzelfall Beeinflussungen durch Pelzzurichtung und Pelzveredlung sowie zahlreiche weitere Faktoren hinzu. Eine genauere Angabe könnte nur auf wissenschaftlicher Grundlage ermittelt werden. Die nach praktischer Erfahrung haltbarsten Fellarten wurden auf 100 Prozent gesetzt.

## Belege
1. 1 2 3  Aladar Kölner (Leipziger Rauchwarenhändler): Chinesische, mandschurische und japanische Pelzfelle. In: „Rauchwarenkunde - Elf Vorträge aus der Warenkunde des Pelzhandels“, Verlag der Rauchwarenmarkt, Leipzig 1931, S. 112–113.
2. ↑  Lariviére, S. & Jennings, A. P.: Family Mustelidae (Weasels and Relatives). In: Wilson, D. E., Mittermeier, R. A. (Hrsg.): Handbook of the Mammals of the World. Volume 1: Carnivores. Lynx Edicions, 2009. ISBN 978-84-96553-49-1
3. 1 2  Emil Brass: Aus dem Reiche der Pelze. 2. verbesserte Auflage, Verlag der „Neuen Pelzwaren-Zeitung und Kürschner-Zeitung“, Berlin 1925, S. 628–630.
4. 1 2  Arthur Samet: Pictorial Encyclopedia of Furs. Arthur Samet (Book Division), New York 1950, S. 419. (engl.)
5. ↑  Richard König: Ein interessanter Vortrag (Referat über den Handel mit chinesischen, mongolischen, mandschurischen und japanischen Rauchwaren). In: Die Pelzwirtschaft Nr. 47, 1952, S. 52.
6. ↑  Christian Franke/Johanna Kroll: Jury Fränkel´s Rauchwaren-Handbuch 1988/89. 10. überarbeitete und ergänzte Neuauflage, Rifra-Verlag Murrhardt, S. 62.
7. ↑  Paul Schöps; H. Brauckhoff, K. Häse, Richard König; W. Straube-Daiber: Die Haltbarkeitskoeffizienten der Pelzfelle. In: Das Pelzgewerbe, Jahrgang XV, Neue Folge, 1964, Nr. 2, Hermelin Verlag Dr. Paul Schöps, Berlin, Frankfurt/Main, Leipzig, Wien, S. 56–58.
8. ↑  Paul Schöps, Kurt Häse: Die Feinheit der Behaarung - Die Feinheits-Klassen. In: Das Pelzgewerbe Jg. VI / Neue Folge, 1955 Nr. 2, Hermelin-Verlag Dr. Paul Schöps, Leipzig, Berlin, Frankfurt am Main, S. 39–40 (Anmerkung: fein (teils seidig); mittelfein (teils fein); gröber (mittelfein bis grob)).
9. ↑  David G. Kaplan: World of Furs. Fairchield Publications. Inc., New York 1974, S. 186 (engl.).